# Christiane-Émilie de Schwarzbourg-Sondershausen
Christiane-Émilie de Schwarzbourg-Sondershausen (en allemand Christiane Emilie Antonie von Schwarzburg-Sondershausen) est née à Sondershausen (comté de Schwarzbourg-Sondershausen) le 9 avril 1681 et meurt à Mirow le 1er novembre 1751. Elle est la fille de Christian-Guillaume de Schwarzbourg-Sondershausen (1645-1721) et d'Antonie-Sibylle de Barby-Muhlingen (1641-1684).

## Mariage et descendance
Le 7 juin 1705 elle épouse à Strelitz le duc Adolphe-Frédéric II de Mecklembourg-Strelitz (1658-1708), fils d'Adolphe-Frédéric Ier de Mecklembourg-Schwerin (1588-1658) et de Marie-Catherine de Brunswick-Dannenberg (1616-1665). Le mariage a deux enfants: 
- Sophie (1706-1708)
- Charles-Louis-Frédéric de Mecklembourg-Strelitz (1708-1752), marié avec la princesse Élisabeth-Albertine de Saxe-Hildburghausen (1713-1761).